# حل الطلاسم
حل الطلاسم قصيدة طويلة معارضة لقصيدة (الطلاسم) للشاعر اللبناني إيليا أبي ماضي التي اشتملت على تشكيكات حول العقائد الدينية، نظمها الشاعر العلامة الشيخ محمد الجواد الجزائري ليحاكم بها أفكار قصيدة الطلاسم على أساس المنطق والمحاكمات العقلية، مع شرح يحل المشكلة ويوضح المعضلة.

## باعث الكتابة
أثار إيليا أبو ماضي جدلاً لم ينقطع لحد الآن على أكثر من صعيد وخاصة على الصعيدين الشعري والفكري. فعلى الصعيد الشعري يعتبر أبو ماضي من الشعراء المجددين في العبارة الشعرية ومن المدشنين للحركة الرومانطقية في الشعر العربي الحديث بوجه عام، والشعر اللبناني بوجه خاص. كما يعتبر أحد الرواد الأوائل الذين ضمنوا الشعر كثيراً من الوقائع الاجتماعية، ولكن دون أن يفقد الشعر شعريته أو خصوصيته الجمالية. هذا فضلاً عن بساطته المحببة إلى النفس، ودعوته إلى الحياة والتمتع بمباهجها وإثارة الأسئلة حولها. ومن ذلك قصيدته (الطلاسم) التي تعتبر قصيدة بسيطة في كلماتها وتعبيراتها وصياغتها ولكنها عميقة وذات إشكالية في معانيها ومدلولاتها وأفكارها والتي تحمل من الأبعاد الفلسفية والوجودية ذات الطابع اللاأدري الشيء الكثير والجدير بالاهتمام. تعود هذه القصيدة إلى الديوان الثالث (الجداول) أي إلى سنة 1927. وتعتبر من أطول القصائد في الديوان بحيث تشغل مساحة 40 صفحة منه. أما في بنيتها العامة والشكلية فتتكون من نحو 340 بيتاً/ سطراً نظمت على بحر مجزوء الرمل على طريقة المسمط وتتوزع على 7 أقسام هي:
- المقدمة
- البحر
- في الدير
- بين المقابر
- القصر والكوخ
- الفكر
- صراع وعراك

وكل قسم من هذه الأقسام يتكون من عدد من مقاطع تدور حول فكرة معينة أو مجموعة من الأفكار تتواتر وتتوالد لتنتهي إلى فكرة عامة وهي عدم اليقين فكرياً وفلسفياً.
أما القصيدة بتفاصيلها ورؤاها فتمثل عدداً من الأسئلة الفلسفية حول الوجود وحول الحياة وكيف بدأت وإلى أين تسير وماذا ستكون النهاية ومن أين جاء البشر. وهي أسئلة أنطولوجية محيرة منذ آماد بعيدة، وقد أرقت الفلاسفة والشعراء والمفكرين وهاهي تؤرق أبا ماضي. لكنه لا يستطيع لها جواباً إلا في اللازمة (لست أدري) التي ينهي بها تساؤلاته الممضة للعقل والقلب. هذه اللازمة (لست أدري) التي تعني على الصعيد الفلسفي تعليق الجواب أو اللاأدرية الفلسفية.
لقد أثارت هذه القصيدة مداداً كثيراً وحفزت شهية كثير من النقاد والأدباء العرب لتناولها، ودفعت بعض الشعراء لمعارضتها والإجابة عن تساؤلاتها، كما باتت أشبه بالمعلقة الحديثة التي تضاف إلى المعلقات المعروفة في الشعر العربي القديم من فرط معرفتها من قِبَلِ العامة قَبْلِ الخاصة وبسبب ما تطرحه من آراء ورؤى. 
ومن أوائل من عارضها وأجاب عن تساؤلاتها الشاعر الشيخ العلامة محمد الجواد الجزائري من أساتذة الحوزة العلمية في النجف الأشرف. حيث نظم قصيدة طويلة على شاكلتها وسماها حل الطلاسم وطبعت في كتاب أول مرة في بيروت سنة 1946،

## الشكل العام للقصيدة
رتبت القصيدة على 238 مقطع، مقسمة على أبواب بنفس عناوين القصيدة الأصل:
- حل الطلاسم ( من ص 33- 76)
- البحر (من ص 76- 131)
- في الدير (من ص 131- 143)
- بين المقابر (من ص 143- 176)
- القصر والكوخ (من ص 176-202)
- الفكر (من 202- 206)
- صراع وعراك (من ص 206- 221)

بحيث يذكر الأصل، ثم المعارضة، ثم شرح يبسط الموضوع ويبين أساس الإشكال وحلّه.
والمعارضة جاءت على نفس وزن الأصل وهو بحر الرمل المجزوء، وبنفس الشكل وهو المسمط.
كما أن كلمات القصيدة المعارضة رغم تناولها لموضوع فلسفي وبأسلوب تعليمي فإنها جاءت ناصعة البيان تمثل أثراً شعرياً يحمل على الإفراط في الإعجاب، لكونه يبعث بالدهشة ويمد بالإغراء.

## (لست أدري) تقابلها (أنا أدري)
إن مناسبة الموضوع جرت إلى اتفاق غريب سار به سير الفكر في مراحله الصاعدة، فبينما جاءت مقاطع طلاسم الشاعر أبي ماضي مختومة بلازمة (لست أدري) أي في طرف السلب، جاءت مقاطع حل الطلاسم للعلامة الجزائري مختومة بلازمة (أنا أدري) أي في طرف الإيجاب، ليبدأ الفكر الفلسفي من السلب إلى الإثبات المترقي في الإيجاب.

## الأرضية الفلسفية للقصيدة
تنحو الفكرة في حل الطلاسم منحى فلسفياً إشراقياً بنظرية الفيض، ومنحى كلامياً بنظرية الفقر أو الإمكان، وعلى هذا الأساس الثنائي الفكري يمضي الشاعر بالحل والتفسير والمحاكمة البرهانية.
، كما يقول في التمهيد:
| حل الطلاسم | أنا في جوهريَ الفقرُ إليهِ، وهو حسبي أنا في الكونِ، ولكنْ أنا سارٍ وهو دربي وكلانا فيضُهُ، والفيضُ فضلٌ أنا أدري. | حل الطلاسم |

## أصداء الإعجاب بالقصيدة
ومنذ صدرت طبعة كتاب حل الطلاسم استقبله القراء بشوق وإقدام، حتى نفذت طبعته الأولى خلال أيام، مما اضطر دار النشر إلى إعادة طباعته مرة ومرتين.
وكان للكتاب صدى إعجاب في الأوساط الأدبية في بلاد العرب، وكان لأدباء لبنان السبق إلى التنويه بفضل هذا الديوان وإكباره لما فيه من المحاكمات العقلية حول أي موضوع شك فيه الشاعر إيليا أبو ماضي في طلاسمه. ومن أدباء لبنان الشاعر حسان حليم دموس الذي بعث بتحية الإعجاب إلى الجزائري في رسالة شعرية، يقول فيها:
| حل الطلاسم | سلام على النجف الاشرف سلام مشوق محب وفي قرأت كتابك يا ابن العرا ق بثغر بسيم وقلب حفي قواف رقاق كذوب الندى أزاحت لنا كل سر خفي حللت الطلاسم حلا عجيبا فعدت إليها ولم اكتفي | حل الطلاسم |

سيدي الجليل الجواد، الآن قلبت آخر ورقة بل آخر صفحة وانتهيت من تنسم ألطف نفحة من آخر مقطع من حل الطلاسم، وأنا أردد قائلا مع الناظم :
| حل الطلاسم | بهداه سرت في الدرب وأدركت المراما وتمشيت مع المنطق بدءا وختاما كل سار تخذ المنطق في السير إماما فاز من ناحية الحكمة فيه أنا أدري | حل الطلاسم |

فشكرا لهبتك الشعرية الثمينة يا شيخ العصر، فلقد عرفنا منها كيف يستخرج الدر من البحر، وكيف يلمع العقد النظيم الكريم في النحر .. ورأينا كيف تتكشف الحقائق الروحية شعرا، ويعصر الشعر خمرا بل يذوب سحرا. إن من الشعر لحكمة وإن من البيان لسحرا. فمن جار السماء وجارة الوادي إلى واديك وناديك ، ومن سماء بلادي ابنة الأرز أهتف وأناديك، ومن أرض أجدادي أحييك وأناجيك : 
| حل الطلاسم | سلاماً ، فخر آل الشيخ أحمد وعد لربوعنا والعود أحمد إليك تحن أرواحٌ تمنّت بقاءك بينها والله يشهد سأذكر ساعة فيها اجتمعنا وأنت على رُبى لبنان فرقد تزيد وداعة وتزيد فيضاً بنور نباهة وشعاع سؤدد فيا لمجرب خبر الليالي وطار إلى كواكبها وصعّد وأعلن أن سر الكون روحٌ هو النور اللباب وما تردّد فيدري أنه يدري ويجري ويعرض مشهداً في إثر مشهد يطلّ على الطبيعة مثل نسرٍ برأي من صحائفها مسدّد وهذي الروح من أنوار ربي وهذا الجسم من ذرات جلمد فمرحى أيها الأسديُّ مرحى فمثلك من جرى أبداً وعبّد عرفت الدرب والدير المعلى عرفت الكوخ والقصر المشيّد حللت طلاسم الماضي بشعرٍ أعدت به لنا إعجاز أحمد أزحت عن الحقائق كل سترٍ بمرهف خاطر وبنيل مقصد وخضت غمارها وبلغت شوطاً عليه راية الآمال تعقد فحلُّك حكمة والقول فصلٌ وشعرك نغمةٌ والوحي معبد فمن وطني إلى النجف المفدى تحياتي لآل الشيخ أحمد | حل الطلاسم |

.

## وصلات خارجية
- قصيدة الطلاسم لإيليا أبي ماضي
- قصيدة حل الطلاسم لمحمد الجواد الجزائري